# Gaston Tong Sang
Gaston Tong Sang, né le 7 août 1949 à Bora-Bora, est un homme politique français. Maire de Bora-Bora depuis 1989, il est au cœur de l'instabilité politique que connaît la Polynésie française de 2004 à 2011. Il est trois fois président de la collectivité d'outre-mer, en proie à des luttes politiques chroniques.
À la suite du renversement d'Oscar Temaru par son parti politique en 2006, le Tahoeraa huiraatira, dirigé par Gaston Flosse, il est élu président de la Polynésie française le 26 décembre 2006. Après une rupture avec Flosse, il quitte le Tahoeraa huiratiraa et est renversé par ce dernier à la suite d'une motion de défiance le 31 août 2007. Avec des dissidents du Tahoeraa huiratiraa, il crée son propre parti politique, le To Tatou A'ia et se revendique comme incarnant une nouvelle formation politique autonomiste en Polynésie française faisant barrage à Flosse.
En avril 2008, son parti parvient à renverser le gouvernement de Gaston Flosse et il revient au pouvoir en tant que président du 15 avril 2008 au 7 février 2009, date à laquelle il est contraint de démissionner, ayant perdu sa majorité à l'Assemblée de la Polynésie française, afin d'éviter une motion de défiance. Il est cependant réélu à ce poste le 24 novembre 2009, grâce à une alliance avec le Tahoeraa huiratiraa, mais est de nouveau renversé le 1er avril 2011 par l'opposition indépendantiste, à la suite de la dixième motion de défiance adoptée depuis les élections territoriales de 2004.
En 2013, il dissout son parti et rejoint A Ti'a Porinetia, une nouvelle formation politique autonomiste créée lors des élections territoriales de 2013. En février 2016, il rejoint le Tapura huiraatira d'Édouard Fritch, dont il est vice-président. Gaston Tong Sang est président de l'Assemblée de la Polynésie française de 2018 à 2023.

## Biographie

### Jeunesse et formation
Né à Bora Bora, Gaston Tong Sang est le fils d'une Polynésienne et d'un cordonnier d'origine chinoise ayant quitté le foyer conjugal, remplacé par l'arrivée d'un beau-père pêcheur et cultivateur de coprah. À l'âge de dix ans, il quitte son île natale pour le collège et la pension à Tahiti.
Après des études secondaires au lycée-collège La Mennais de Papeete, il obtient son bac en 1968. Il poursuit alors des études supérieures dans l'Hexagone en intégrant les classes de mathématiques supérieures du Lycée Montaigne de Bordeaux. Il est ensuite admis à l'HEI de Lille, section construction civile, d'où il sort diplômé ingénieur en 1973. Il termine sa formation en se spécialisant au CHEC de Paris, dans la section de CHEBAP.
Il retourne en Polynésie française pour entrer dans le monde professionnel. Il est d'abord ingénieur du bureau d'études de génie civil au service de l'équipement en 1976, puis chef du bureau des travaux maritimes en 1980.

### Carrière politique
Membre du Tahoeraa huiraatira, parti polynésien d'inspiration gaulliste dirigé par Gaston Flosse, il en est le troisième vice-président ainsi que le président de la fédération des îles Sous-le-Vent. Au gouvernement, il est d'abord chargé de mission auprès du conseiller de gouvernement Boris Léontieff de juin 1982 à juillet 1984 puis du conseiller de gouvernement Édouard Fritch en juillet et septembre 1984 avant de devenir le directeur de cabinet de ce dernier devenu ministre de l'Équipement de 1984 à 1986. Il est par ailleurs le suppléant des sénateurs Daniel Millaud en 1989 et Gaston Flosse en 1998.
Succédant à Édouard Fritch au gouvernement, il dirige le ministère de l'Équipement de l'Aménagement d'avril 1986 à décembre 1987 puis d'avril 1991 à mai 2001. Il détient ensuite le ministère des Affaires foncières entre mai 2001 et octobre 2004 ainsi que celui des petites et moyennes entreprises, de l'Industrie, du Commerce et de l'Énergie d'octobre 2004 à février 2005.
Il est mis en examen, avec Gaston Flosse, en octobre 2005 pour détournements de fonds publics et prise illégale d’intérêts dans une affaire de vente d’un atoll à un milliardaire proche du sénateur
Il est désigné comme candidat aux élections sénatoriales du 21 septembre 2008 pour son parti To Tatou Ai'a aux côtés de Béatrice Vernaudon. Ayant reçu l'étiquette officielle « majorité présidentielle », ils sont tous deux battus par les candidats de l'UDSP : Gaston Flosse, se présentant comme  "divers droite", il adhère ensuite à la réunion administrative des sénateurs ne figurant sur la liste d'aucun groupe, et l'indépendantiste Richard Tuheiava, qui s'apparente au groupe socialiste, par 318 voix de grands électeurs pour Gaston Tong Sang et 308 pour Béatrice Vernaudon contre 361 à Richard Tuheiava et 372 à Gaston Flosse.
Il est maire de la commune de Bora-Bora depuis le 9 juillet 1989 et est élu conseiller territorial des îles Sous-le-Vent en mars 1991, réélu à chaque renouvellement de l'Assemblée de la Polynésie française. Il est également élu président du Syndicat pour la promotion des communes le 25 septembre 1989 mais est battu en mai 2008.

## Président de la Polynésie et instabilité politique

### Premier gouvernement
En mai 2004, Gaston Flosse, alors président de la Polynésie française, est renversé par l'opposition indépendantiste incarné par Oscar Temaru. Celui-ci est élu président de la Polynésie par l'Assemblée grâce à une coalition politique. Toutefois, une instabilité politique se met rapidement en place et Gaston Flosse retrouve son poste avant d'être à nouveau renversé en 2005, Oscar Temaru reprenant pour la deuxième fois le poste de Président.
Cependant, à la suite de la motion de censure adoptée le 13 décembre 2006 par l'Assemblée de la Polynésie française entraînant la chute d'Oscar Temaru, Gaston Tong Sang est élu président de la Polynésie française le 26 décembre par 27 voix contre 26 voix au premier tour et par 31 voix contre 26 au second tour à Temaru. Son élection est permise par la constitution d'une coalition dite "plate-forme autonomiste" regroupant le Tahoeraa huiratiraa et plusieurs partis autonomistes, notamment Rautahi et Ai'a Api, ainsi que des non inscrits.
Mais une rupture se produit au Tahoeraa entre Gaston Flosse et Gaston Tong Sang. Pour faire chuter son ancien allié, Gaston Flosse établit des contacts avec son adversaire de toujours, Oscar Temaru. Le 31 août 2007, leur coalition fait voter une motion de censure qui entraîne la chute de Tong Sang huit mois après son élection.

### Création d'O Porinetia To Tatou Ai'a
À la suite de son renversement, il quitte le Tahoeraa huiraatira avec quelques fidèles de son gouvernement démissionnaire et, le 1er octobre 2007, il crée son propre parti, le O Porinetia To Tatou Ai'a (Polynésie, notre patrie). Ce parti rassemble ensuite derrière lui les principaux partis autonomistes, notamment ceux représentés à l'Assemblée de la Polynésie française où le groupe To Tatou Ai'a dispose de 13 élus sur 57. Pour les élections territoriales des 27 janvier et 10 février 2008, cette coalition de huit formations autonomistes forme une liste unique, appelée elle aussi To Tatou Ai'a.
Au 1er tour, cette liste arrive en tête dans toutes les circonscriptions, devant la coalition indépendantiste de l'Union pour la démocratie (UPLD) menée par le Tavini Huiraatira d'Oscar Temaru et surtout devant le Tahoeraa de Gaston Flosse. Dans les îles du Vent, la circonscription la plus importante (37 sièges sur 57), la liste de Gaston Tong Sang obtient ainsi, selon les premières estimations du Haut-commissariat de la Polynésie française, 34,74 % des suffrages contre 33,87 % à l'UPLD et 21,79 % au Tahoeraa.
Au second tour, le 10 février 2008, les électeurs élisent 27 représentants To Tatou Ai'a, 10 élus Tahoeraa et 20 élus de l'UPLD à la nouvelle Assemblée de Polynésie française. Le 23 février 2008, Gaston Tong Sang est cependant battu par Gaston Flosse, qui a recueilli 29 voix, pour la présidence de la Polynésie en raison du soutien de l'UPLD d'Oscar Temaru. Cette alliance est désavouée par les dirigeants nationaux de l'UMP et vaut à Gaston Flosse d'être exclu de ce parti tandis que Gaston Tong Sang est reconnu comme le nouveau secrétaire territorial de la fédération locale du parti de la droite nationale.

### Deuxième gouvernement
Le 10 avril 2008, lui et son groupe du To Tatou Ai'a déposent une motion de défiance envers le gouvernement Flosse, afin de se faire élire à la présidence en cas de succès et conformément à la réforme statutaire réalisée avant les élections. La motion est votée le 15 avril par 29 élus de l'Assemblée sur 57, soit les 21 élus de To Tatou Ai'a, les 6 élus du tout nouveau groupe Te Mana o te Mau Motu ou « La voix des Archipels » regroupant des « îliens » alliés à Gaston Tong Sang et 2 dissidents de la majorité Tahoeraa-UPLD. Gaston Tong Sang revient ainsi à la tête de l'exécutif local mais il dispose alors d'une majorité relative qui ne tient qu'à une voix.
Le 7 février 2009, les trois élus Rautahi de Jean-Christophe Bouissou quittent la coalition To Tatou Ai'a pour s'allier à l'UDSP, l'alliance Tahoeraa-UPLD. Le même jour, devançant le dépôt d'une motion de censure par l'opposition devenue majoritaire, Gaston Tong Sang présente sa démission,. Le 11 février suivant, les trois conseillers Rautahi sont rejoints par trois autres dissidents de To Tatou Ai'a (les deux du Tiatau-Mouvement citoyen de Béatrice Vernaudon et Armelle Merceron) en un nouveau groupe à l'Assemblée de la Polynésie française sous le nom de Ia ora Te Fenua afin de soutenir la candidature d'Oscar Temaru à l'élection du président.
Au premier tour, le leader indépendantiste obtient 24 voix (18 UPLD et 6 Ia ora Te Fenua), Gaston Tong Sang 20voix (14 des 17 membres qui lui restent dans To Tatou Ai'a et les 6 voix de Te Mana o te Mau Motu), Édouard Fritch 12 voix (en plus des 9 bulletins du Tahoeraa, il obtient 3 bulletins de To Tatou Ai'a, à savoir les deux dissidents UPLD d'avril 2008 ainsi que l'élue de l'Ai'a Api Heifara Izal, compagne d'Émile Vernaudon) et une pour la seule non inscrite. Au second tour, opposant seulement Gaston Tong Sang à Oscar Temaru, les autres candidats se désistent tous en faveur de ce dernier qui se retrouve donc pour la quatrième fois à la tête de la collectivité, avec 37 voix contre 20.

### Passage bref dans l'opposition
À la suite de ce scrutin, les groupes To Tatou Ai'a et Te Mana o te Mau Motu passent dans l'opposition, et le groupe Tahoeraa huiraatira est recréé, tout en restant solidaire de l'UDSP et de la nouvelle majorité soutenant Oscar Temaru, avec les 12 élus ayant voté pour Édouard Fritch au premier tour. Une autre membre de To Tatou Ai'a, Joëlle Frébault, rejoint quant-à-elle à son tour Ia ora Te Fenua, mais ce groupe perd Armelle Merceron, nommée au gouvernement et remplacée à l'Assemblée par le suivant de la liste sur laquelle elle a été élue en 2008 et donc un membre du Tahoeraa dont le groupe est donc porté à 13.
Un nouveau retournement de situation a lieu lorsque, à la suite d'une série de tensions s'accumulant tout au long du mois de mars 2009 entre Gaston Flosse et Oscar Temaru, ce dernier se rapproche de Gaston Tong Sang et du To Tatou Ai'a à partir du 3 avril 2009. Rapidement, les 10 élus Tahoeraa huiraatira rejoignent l'opposition. Les deux anciens dissidents UPLD d'avril 2008, Justine Teura et Michel Yip, décident quant-à-eux le 7 avril de quitter le groupe Tahoeraa pour rejoindre leur famille politique d'origine et rester dans la majorité. Toutefois, cinq des vingt élus de l'UPLD ne votent pas pour le candidat de la nouvelle majorité à la présidence de l'Assemblée, Philip Schyle (de To Tatou Ai'a. il obtient 40 voix, soit 15 UPLD, les 13 de son propre groupe, les 6 de Te Mana o te Mau Motu et les 6 Ia ora Te Fenua). Un absent, deux bulletins blancs et deux votent pour le président sortant et candidat du Tahoeraa huiraatira, Édouard Fritch.
Le 17 juin 2009, Gaston Tong Sang signe à Paris avec Xavier Bertrand une « convention de partenariat » entre O Porinetia To Tatou Ai'a et l'UMP. Cet accord consacre le soutien du principal parti de la majorité présidentielle nationale apporté à Tong Sang depuis 2008 en faisant de son parti son extension officielle dans l'archipel, statut qui avait à l'origine appartenu au Tahoeraa huiraatira jusqu'à son alliance avec les indépendantistes, alors jugée « contre nature » par Patrick Devedjian, en février 2008, et cela bien que To Tatou Ai'a soit lui-même alors associé à l'UPLD d'Oscar Temaru.

### Troisième gouvernement
Signe de l'instabilité persistante de la situation politique en Polynésie française, une nouvelle motion de défiance contre le gouvernement d'Oscar Temaru, couplée à la candidature pour lui succéder de Gaston Tong Sang, est votée le 24 novembre 2009 par 29 voix sur 56 votants (l'absent étant Gaston Flosse, en détention provisoire au centre pénitentiaire de Nuutania), soit les 13 de To Tatou Ai'a, les 6 îliens de Te Mana o te Mau Motu et 10 sur les 11 du Tahoeraa huiraatira.
Gaston Tong Sang a notamment critiqué les jours précédents le projet de budget pour 2010 d'Oscar Temaru, notamment sa volonté de créer une taxe intérieure de solidarité, farouchement combattue par Gaston Tong Sang. L'alliance renouée avec son ancien parti, le Tahoeraa huiraatira, semble également être favorisée par la mise à l'écart relative de Gaston Flosse due à ses ennuis judiciaires et sa succession à la tête du parti orange d'Édouard Fritch avec qui Gaston Tong Sang entretient des relations moins conflictuelles. Il dispose, quoi qu'il en soit, d'une majorité particulièrement faible de 30 élus, dont Gaston Flosse sur 57.
L'élection d'Oscar Temaru comme président de l'Assemblée le 9 avril 2010 marque le début d'une nouvelle crise politique en Polynésie française. Gaston Tong Sang envisage une dissolution anticipée, refusée par le gouvernement français. Le leader indépendantiste parvient à réunir une nouvelle majorité à l'Assemblée de la Polynésie, 30 voix sur 57, et dépose une motion de censure à l'encontre de Gaston Tong Sang le 1er avril 2011. Gaston Tong Sang est renversé pour la troisième fois et Oscar Temaru redevient président de la Polynésie française.

## Président de l'Assemblée de la Polynésie française
Désigné comme candidat par le Tapura Huiraatira, il est élu président de l'Assemblée de la Polynésie française le 17 mai 2018 avec 38 voix contre 11 voix pour la candidate du Tahoeraa Huiraatira.

## Décorations
- Chevalier de la Légion d'honneur (nommé le 31 décembre 2003)[21]
- Chevalier de l'ordre national du Mérite (nommé le 13 mai 1996)[22]
- Chevalier de l'ordre des Palmes académiques
- Grand-croix de l'ordre de Tahiti Nui le 20 juin 2007 (de droit en tant que grand maître de l'ordre en qualité de président de la Polynésie française)[23]